# 山谷英畝 (加利福尼亞州)
山谷英畝（英語：Valley Acres）是位於美國加利福尼亞州克恩縣的一個人口普查指定地區。

## 地理
山谷英畝的座標為35°12′12″N 119°24′24″W / 35.20333°N 119.40667°W，而該地最高點為海拔高度128米（即420英尺）。

## 人口
根據2010年美國人口普查的數據，山谷英畝的面積為10.679平方千米，當中陸地面積為10.679平方千米，而水域面積為0.000平方千米。當地共有人口527人，而人口密度為每平方千米49人。